# Louis Cazal
Pour les articles homonymes, voir Cazal.
Louis Cazal, né le 24 octobre 1906 et mort le 27 septembre 1945, était un footballeur français qui évoluait au poste de milieu de terrain.

## Carrière
- FC Sète ( France)

## Palmarès
- Vainqueur de la Coupe de France : 1930
- 6 sélections en équipe de France A (1927-1930)